# Chemilla
Chemilla foi uma comuna francesa na região administrativa de Borgonha-Franco-Condado, no departamento de Jura. Estendia-se por uma área de 1,87 km². Em 2010 a comuna tinha 453 habitantes (densidade: 242,2 hab./km²).
Em 1 de janeiro de 2019, passou a formar parte da nova comuna de Saint-Hymetière-sur-Valouse.